# La puente de Mantible
La puente de Mantible es una comedia caballeresca escrita por el dramaturgo español Pedro Calderón de la Barca. Fue estrenada en 1630 y posteriormente publicada en 1636. Se la atribuyó erróneamente a Lope de Vega, y es quizá la más descuidada por los lectores y la crítica. Para Márquez Villanueva es “tal vez la peor de sus comedias”. Se considera una obra menor, aunque sin carecer de interés, pues se aborda la literatura caballeresca desde una perspectiva diferente, distanciándose el autor de este género ya agotado en su época.El hecho de que nunca fuera editada independientemente (siempre lo fue en compañía de otras obras) es indicativo de la poca atención que La puente de Mantible despertó en España. Sin embargo, no sucedió lo mismo en Alemania donde, durante el romanticismo, alcanzó un éxito inusitado, publicándose en 1809 una traducción de August Wilhelm von Schlegel, que se reeditó en tres ocasiones más, y una última traducción en 1824, esta de G.N. Bärmaan. 
Calderón utiliza como elementos de la obra varios cantares de gesta del ciclo carolingio y otros relatos de caballería que tratan sobre la lucha entre francos y sarracenos, pero se centra principalmente en un enredo amoroso. Específicamente, narra las hazañas del rey y los doce pares de Francia contra Fierabrás y Balaán y se centra en lugares específicos como la puente de Mantible, la torre de Fierabras y los campamentos de los contrincantes moros y cristianos.
Como en toda comedia, Calderón crea a un gracioso, ahora llamado Guarín. Se relatan las hazañas de Guido de Borgoña, caballero ideal, pero galán de Floripes. La acción amorosa comienza cuando Guido y Oliveros se internan en el campamento moro durante la celebración del cumpleaños de Floripes. Poco después Fierabrás, hermano de Floripes, aparece en el campamento de Carlomagno para retar a Guido para recuperar una banda de Floripes que se había llevado Guido. Pero éste no puede responder ya que ha sido encarcelado por su aventura. Al final del primer acto, la armada francesa es derrotada y Fierabrás hace prisionero a Guido. Guido es muy mal visto por Fierabrás ya que este alberga deseos incestuosos hacia su hermana (“Tu hermano y tu amante soy”). Así, el feroz antagonista acentúa “su carácter monstruoso mediante la adición de un grave pecado a su ya larga nómina de vicios”. Tras múltiples acciones, Floripes se comporta con valor y astucia, salvando a Guido. Sus deseos para alcanzar amor y paz se representan a través de dos de sus damas, Irene y Astrea, o sea paz y armonía: “Irene... es la hermana de Astrea y representa la paz. El amor de un cristiano, en fin, ha sido lo que ha disipado la unión que pudiera existir todavía entre Floripes y su hermano”. La magia negra de Fierabrás, simbolizada por la torre, se contrapone a las artes curativas de Floripes. En la tercera jornada, las fuerzas cristianas derrotan a las paganas, a pesar de que tienen de enemigos a dos gigantes, y la obra finaliza con el matrimonio entre Guido y Floripes.
En trazos generales Calderón basa su argumentario en las canciones de gesta francesas y en La historia del emperador Carlomagno y de los doce pares de Francia: Sin embargo, las inclinaciones incestuosas de Fierabrás hacia Floripes son invención exclusiva de nuestro dramaturgo, pues nada hay de ello en fuentes anteriores.
En el año 2011 apareció la primera edición en solitario (y comentada) de La puente de Mantible. En cuanto a la localización del grandioso puente que en la comedia se describe, véase Puente de Alconétar, apartado ‘Leyenda’.